# HD 114533
HD 114533，又名CP-77 890，SAO 257019、HR 4976，是一颗恒星，视星等为5.85，位于銀經304.12，銀緯-15.63，其B1900.0坐标为赤經13h 5m 57.9s，赤緯-77° -15.63′ 59″。